# Tomas Kronståhl
Tomas Carl Olof Kronstål, född 8 september 1967 i Västerviks församling, Kalmar län, är en svensk politiker (socialdemokrat) från Västervik. Han är sedan valet 2018 invald i Sveriges riksdag och sitter på plats 61 för Kalmar län. Han är ordinarie ledamot i utbildningsutskottet och suppleant i miljö- och jordbruksutskottet.
Kronståhl är målare till yrket och driver eget företag. Han har engagerat sig mycket för småföretagarnas situation och för idrotts- samt föreningsrörelsen.
Kronståhl har tidigare varit heltidspolitiker i Västerviks kommun, varav de sista fyra åren som kommunstyrelsens ordförande.
Kronståhl var folkbokförd i Västervik kommun under sin tid som kommunstyrelsens ordförande. I vissa sammanhang har han dock angett att han är bosatt i Vimmerby, där hans familj är folkbokförda. Detta avslöjades av Uppdrag granskning.